# Hörneå
Hörneå (tidigare "Becken" och "Bäcken") är en by i Umeå kommun i Västerbottens län. Byn ligger vid Hörnefors ungefär 35 kilometer söder om Umeå. SCB hade avgränsat området till en småort men 2015 förändrade SCB definitionen för småorter, varvid Hörneå visade sig inte längre uppfylla dessa krav. Vid avgränsningen 2023 klassades byn åter som en småort.

## Historia
Hörneå har anor från 1500-talet och var ursprungligen en skogs- och jordbruksbygd. Ett flertal rösen i Hörneås omedelbara närhet skulle kunna tyda på en forntida befolkning. 
Jordbruket har till stor del spelat ut sin roll som huvudnäring, men fortfarande bedrivs en del skogsbruk.